# Valle El Frío
Valle El Frío es una localidad se encuentra ubicada en la cuenca del Río Manso en la comuna de Cochamó, Provincia de Llanquihue, Región de Los Lagos, Chile.
Se encuentra ubicada en la zona cordillerana a 15 kilómetros de la desembocadura del Río Frío en las aguas del Río Manso y a 50 Kilómetros de Río Puelo.
Esta localidad habitan 24 familias y cuenta con Posta Rural y teléfono público. 

## Turismo
En sus proximidades se encuentra el Río Frío que otorga el nombre a esta localidad y que se origina por la unión del  Río Escondido y el  Río Encantado. 
Este lugar es conocido por la presencia de jabalíes salvajes y de las buenas condiciones para la pesca recreativa.

## Accesibilidad y transporte
Su acceso se realiza a través de Río Puelo hasta la localidad de El Manso. Desde allí se puede acceder por tierra sólo a caballo.
Esta localidad rural cuenta con el Aeródromo Río Frío. que permite su conectividad aérea con el resto del país.